# Consciousness at the Crossroads - Conversations and the Dalai Lama on Brain Science and Buddhism
A Consciousness at the Crossroads - Conversations and the Dalai Lama on Brain Science and Buddhism (magyarul: Találkozások a tudattal - párbeszédek és a dalai láma az agytudományról és a buddhizmusról) című könyv a Mind and Life intézet által szervezett második tudományos megbeszélést (1989) foglalja össze. A könyv témája a nyugati és a buddhista tudomány tudattal kapcsolatos ismeretei. A könyv alapját kiemelkedő nyugati tudósok és a 14. dalai láma, Tendzin Gyaco különleges beszélgetése szolgáltatja. Vajon a tudat csupán az emberi agy fizikai folyamatainak tiszavirág életű mellékhatása? Léteznek vajon olyan finom tudatformák, amelyeket a tudomány még nem volt képes azonosítani? Hogyan történik a tudat? A dalai láma nyitott szellemű, találó észrevételei egyfelől kihívások elé állítják a nyugati tudósokat, másfelől inspirációt is szolgáltatnak számukra. A könyv elsősorban erről a párbeszédről, valamint intenzív és kemény gondolkodást igénylő beszélgetésről szól a dalai láma és a többi résztvevő között.
A részt vevő tudósok legelőször összefoglalják tömören a kutatásaikat, majd kérdést tesznek fel, vagy kérdést kapnak a dalai lámától, aki a buddhista tudomány képviselőjeként van jelen, a tudat, az álmok, az emlékezet, a meditáció és egyéb tudattal kapcsolatos ismeretek szószólójaként. A beszélgetések során elkerülhetetlenül egymásnak feszül a nyugati, tudományos materialista gondolkodásmód és a buddhizmus tapasztalatokra és következtetésekre épülő tudományossága, amelynek eredményeként újabb motivációkat szerez mindkét fél a további eszmecserék folytatásához.

## Résztvevők
A tudományos megbeszélés résztvevői voltak:
- Antonio Damasio, neurológus, a The Feeling of What Happens című könyv írója
- Larry Squire, pszichiáter, a Memory: from Mind to Molecules című könyv írója
- Lewis Judd, a Mentális Egészség Nemzeti Intézete (National Institute of Mental Health) igazgatója